# 19983 Inagekiyokazu
19983 Inagekiyokazu este o planetă minoră (asteroid), cu un diametru de 4,395 km, din centura de asteroizi. A fost descoperită pe 18 februarie 1990 la Kushiro de Masanori Matsuyama⁠(d). 
Obiectul prezintă o orbită caracterizată de o semiaxă mare de 2,3895541 UAi, o excentricitate de 0,06, o înclinație de 6,37899 ° în raport cu ecliptica.